# Nyctemera samoėnsis
Nyctemera samoėnsis là một loài bướm đêm thuộc phân họ Arctiinae, họ Erebidae.